# Ширі Епплбі
Ширі Фреда Епплбі (англ. Shiri Freda Appleby; нар. 7 грудня 1978, Лос-Анджелес, США) — американська актриса.

## Кар'єра
У чотирирічному віці, Епплбі почала свою кар'єру зі зйомок в рекламних роликах, бо її батьки хотіли, щоб вона подолала свою сором'язливість. З тих пір вона часто з'являлася на телебаченні, в таких серіалах як «Тридцять-з-чимось», «Сьоме небо», «Швидка допомога», «Ксена — королева воїнів», «Беверлі-Гіллз, 90210» і «Рятівники Малібу». Вона також з'явилася у відеокліпі Бон Джові «it's My Life» в 2000 році.
З 1999 по 2002 рік, Епплбі виконувала головну роль в серіалі The WB «Місто прибульців». Шоу було закрито після трьох сезонів. Після вона зіграла головну роль у провальному фільмі «Час для танців», а в наступні роки, в основному, була активна на телебаченні. Вона знялася у двох провальних серіалах: «Шестеро» (ABC, 2006), «Покохати і померти» (USA Network, 2008). У 2008—2009 роках у Епплбі була другорядна роль у фінальному сезоні серіалу NBC «Швидка допомога». На великому екрані у неї були помітні ролі у фільмах «Тринадцятий поверх» (1999) і «Фанатка» (2002).
З 2010 по 2011 роки, Епплбі грала роль матері головної героїні в серіалі The CW «Життя непередбачуване». Шоу було позитивно зустрінуте критиками, проте не мало успіху в рейтингах і телеканал закрив його після двох сезонів. Потім вона мала другорядні ролі в серіалах «Дівчата» та «Пожежники Чикаго», а також з'явилася в серіалі «Закон і порядок: Спеціальний корпус» і «Франклін та Беш». У 2014 році, Епплбі виконує головну роль у серіалі Lifetime «Нереально».

## Особисте життя
Ширі Епплбі народилася в Лос-Анджелесі, Каліфорнія у США. Вона дочка ізраїльтянки, єврейської шкільної вчительки, і американського єврея, керівника телекомунікацій. У 1997 році закінчила школу Calabasas High School і вступила до Університету Південної Кароліни.
У 2010 році Ширі почала зустрічатися з шеф-кухарем Джоном Шуком, у липні 2012 року у них відбулася заручини і пізніше вони одружилися. У подружжя двоє дітей: донька — Наталі Буейдер Шук (нар.. 23.03.2013) і син Оуен Лі Шук (нар.. 16.12.2015).

## Фільмографія
| Рік       |    | Українська назва                        | Оригінальна назва                     | Роль                                                                 |
| --------- | -- | --------------------------------------- | ------------------------------------- | -------------------------------------------------------------------- |
| 2023      | ф  | До тебе чи до мене                      | Your Place or Mine                    | Ванесса                                                              |
| 2021      | с  | Розвелл, Нью-Мексико                    | Roswell, New Mexico                   | Аллі (3.13)                                                          |
| 2013—2019 | с  | Закон і порядок: Спеціальний корпус     | Law & Order: Special Victims Unit     | Офіцер Амелія Альберс (15.08 — 2013) / Кітті Беннетт (20.19 — 2019)  |
| 2019      | с  |                                         | Discover Indie Film                   | Вайолет Новак (1.01)                                                 |
| 2019      | с  | П'яна історія                           | Drunk History                         | Маргарет Хоу Ловатт (6.06)                                           |
| 2015—2018 | с  | Нереально                               | UnREAL                                | Рейчел Голдберг (38 епізодів)                                        |
| 2017      | с  | Незнайомці                              | Strangers                             | Джулі                                                                |
| 2017      | ф  | Лимон                                   | Lemon                                 | Руті                                                                 |
| 2016      | с  |                                         | I Like You Just the Way I Am          | Без                                                                  |
| 2016      | кф |                                         | An Entanglement                       | Вайолет Новак                                                        |
| 2015—2016 | с  | Реанімація                              | Code Black                            | Д-р Карла Нівен (4 епізоди)                                          |
| 2015      | ф  |                                         | Love Surreal                          | Еббі                                                                 |
| 2015      | ф  | Причепа                                 | The Meddler                           | TV Daughter                                                          |
| 2015      | ф  | Цукерка диявола (Дари смерті)           | The Devil's Candy                     | Астрід Геллман                                                       |
| 2014      | с  | Елементарно                             | Elementary                            | Даліт Зірін (2.18)                                                   |
| 2013—2014 | с  | Дівчата                                 | Girls                                 | Наталія (4 епізоди)                                                  |
| 2013      | тф |                                         | Kristin's Christmas Past              | Крістін                                                              |
| 2013      | ф  |                                         | All American Christmas Carol          | Пем                                                                  |
| 2013      | кф | Сім хвилин на порятунок світу           | Seven Minutes to Save the World       | Кароліна                                                             |
| 2012—2013 | с  | Пожежники Чикаго                        | Chicago Fire                          | Клариса (6 епізодів)                                                 |
| 2012      | кф | Найщасливіша людина Америки             | The Happiest Person in America        | Сьюзен                                                               |
| 2012      | с  | Франклін та Беш                         | Franklin & Bash                       | Емілі Адамс (2 епізоди)                                              |
| 2012      | с  | Правила побачень для майбутньої мене    | Dating Rules from My Future Self      | Люсі (10 епізодів)                                                   |
| 2011      | с  | Дорогий доктор                          | Royal Pains                           | Стелла (3.03)                                                        |
| 2011      | с  |                                         | Whole Day Down                        | Мун («Місяць») (1.01)                                                |
| 2010—2011 | с  | Життя непередбачуване                   | Life Unexpected                       | Кейт Кессіді (26 епізодів)                                           |
| 2009      | кф |                                         | Unstable                              | Меган Волкер                                                         |
| 1994—2009 | с  | Швидка допомога                         | ER                                    | Пані Мерфі (1 епізод, 1994) / Д-р Даріа Вейд (9 епізодів, 2008-2009) |
| 2008      | тф | Покохати й померти                      | To Love and Die                       | Гілді Янг                                                            |
| 2008      | с  | Втілення страху                         | Fear Itself                           | Трейсі (1.07)                                                        |
| 2008      | с  |                                         | Welcome to the Captain                | Гізер (1.04)                                                         |
| 2007      | кф | Кохання наче вітер                      | Love Like Wind                        | Привид                                                               |
| 2007      | ф  | Війна Чарлі Вілсона                     | Charlie Wilson's War                  | Німфетка («Ангели Чарлі»)                                            |
| 2006—2007 | с  | Шестеро                                 | Six Degrees                           | Аня (6 епізодів)                                                     |
| 2007      | ф  | Що є кохання                            | What Love Is                          | Деббі                                                                |
| 2007      | ф  | Проклятий будинок                       | The Killing Floor                     | Ребекка Фей                                                          |
| 2006      | кф | Викрадення автомобіля                   | Carjacking                            | Кері                                                                 |
| 2006      | тф |                                         | Thrill of the Kill                    | Келлі Голден                                                         |
| 2006      | ф  | Мене звуть Рід Фіш                      | I'm Reed Fish                         | Джилл Кавано                                                         |
| 2006      | ф  |                                         | I-See-You.com                         | Ренді Соммерс                                                        |
| 2005      | тф | Чверть життя                            | 1/4life                               | Дебра                                                                |
| 2005      | тф | Любов і піца                            | Pizza My Heart                        | Джина Престолані                                                     |
| 2005      | ф  | Крейзі                                  | Havoc                                 | Аманда                                                               |
| 2005      | тф | Усе, що ти захочеш                      | Everything You Want                   | Еббі Моррісон                                                        |
| 2005      | ф  | Божевільна сімейка                      | When Do We Eat?                       | Ніккі                                                                |
| 2004      | тф | Темне світло                            | Darklight                             | Ліліт / Ель                                                          |
| 2004      | ф  | Підводна течія                          | Undertow                              | Вайолет                                                              |
| 2003      | ф  |                                         | The Skin Horse                        | Карла                                                                |
| 2003      | ф  | Битви солдата Келлі                     | The Battle of Shaker Heights          | Сара                                                                 |
| 2002      | ф  | Фанатка                                 | Swimfan                               | Емі Міллер                                                           |
| 1999—2002 | с  | Розвелл (Місто прибульців )             | Roswell                               | Ліз Паркер (61 епізод)                                               |
| 2002      | ф  | Час танців                              | A Time for Dancing                    | Сем                                                                  |
| 2000      | с  | Шоу Аманди                              | The Amanda Show                       | Заучка (2 епізоди)                                                   |
| 2000      | мс | Бетмен майбутнього                      | Batman Beyond                         | Синтія (голос, 2.13)                                                 |
| 1999      | ф  | Угода життя                             | Deal of a Lifetime                    | Лорі Петлер                                                          |
| 1999      | с  | Кінозірки                               | Movie Stars                           | Лорі Ленсфорд (пілотний епізод, видалена сцена)                      |
| 1999      | с  | Район Беверлі-Гіллз                     | Beverly Hills, 90210                  | Рене (9.22)                                                          |
| 1999      | ф  | Тринадцятий поверх                      | Thirteenth Floor                      | Бріджит Манілла                                                      |
| 1999      | ф  | Інша сестра                             | The Other Sister                      | Промоутерка                                                          |
| 1998      | с  | Ксена: принцеса-воїн                    | Xena: Warrior Princess                | Тара (2 епізоди)                                                     |
| 1997      | с  |                                         | City Guys                             | Сінді (1.13)                                                         |
| 1997      | с  | Сьоме небо                              | 7th Heaven                            | Карен (2.07)                                                         |
| 1997      | с  | Рятувальники Малібу                     | Baywatch                              | Дженні (7.18)                                                        |
| 1995      | с  | Братська любов                          | Brotherly Love                        | Фея (1.04)                                                           |
| 1993      | с  |                                         | Against the Grain                     | Клер (пілотний епізод)                                               |
| 1993      | с  | Ворон                                   | Raven                                 | Джесс (2.11)                                                         |
| 1993      | с  | Сімейні молитви                         | Family Prayers                        | Ніна                                                                 |
| 1993      | с  | Лікар Доггі Гаузер                      | Doogie Howser, M.D.                   | Моллі Гарріс (4.19)                                                  |
| 1992      | тф | Ідеальна родина                         | Perfect Family                        | Стефф                                                                |
| 1991      | с  | Недільна вечеря                         | Sunday Dinner                         | Рейчел (6 епізодів)                                                  |
| 1990      | с  | Новий «Адам-12»                         | The New Adam-12                       | Деббі Лавендер (1.09)                                                |
| 1990      | ф  | Я люблю тебе до смерті                  | I Love You to Death                   | Міллі                                                                |
| 1990      | с  | Тиха пристань                           | Knots Landing                         | Мері Френсіс, 10 років (2 епізоди)                                   |
| 1989      | с  | Хто тут Бос?                            | Who's the Boss?                       | Дитина (6.10)                                                        |
| 1989      | с  | Ніч і день                              | Knight & Daye                         | Емі Ескобар                                                          |
| 1989      | ф  | Прокляття II: Укус                      | Curse II: The Bite                    | Грейс                                                                |
| 1988      | с  | Дорогий Джоне                           | Dear John                             | Дівчина (1.03)                                                       |
| 1988      | тф | Назустріч світлу                        | Go Toward the Light                   | Джессіка                                                             |
| 1988      | тф | Містична магія                          | Mystery Magical Special               | Ширі                                                                 |
| 1988      | с  | Жахи Фредді                             | Freddy's Nightmares                   | Марша, 10 років (1.04)                                               |
| 1988      | с  | Зоопарк Бронкса                         | The Bronx Zoo                         | Ніколь (2 епізоди)                                                   |
| 1987      | с  | Новий гаджет                            | The New Gidget                        | Маленька дівчинка (2.13)                                             |
| 1987      | ф  | Час убивати                             | The Killing Time                      | Енні Вінслоу                                                         |
| 1987      | с  |                                         | Thirtysomething                       | Маленька Гоуп (1.02)                                                 |
| 1987      | тф | Криваві обітниці: Історія дружини мафії | Blood Vows: The Story of a Mafia Wife |                                                                      |
| 1985      | с  | Санта-Барбара (телесеріал)              | Santa Barbara (TV Series)             | Маленька дівчинка (епізод 1.359)                                     |

#### Музикальне відео
2000 — Bon Jovi: It's My Life — Джина

### Режисерка
- 2021 — «Чудові роки» (The Wonder Years) — серіал, епізод 1.04 «The Workplace»
- 2021 — «Підростають» (Grown-ish) — серіал, епізод 4.09 «You Beat Me to the Punch»
- 2021 — «Новий Амстердам» (New Amsterdam) — серіал, епізод 3.08 «Catch»
- 2020—2021 — «Змішані» (Mixed-ish) — серіал, епізоди: 1.19 «Doctor! Doctor!» (2020) і 2.06 "Just the Two of Us (2021)
- 2019—2020 — «Розвелл, Нью-Мексико» (Roswell, New Mexico) — серіал, епізоди: 1.09 «Songs About Texas» (2019) і 2.04 «What If God Was One of Us?» (2020)
- 2019 — «Світло як пір'я» (Light as a Feather) — серіал, епізоди: 2.05 «..Silent as the Night» і 2.06 «…Pale as Death»
- 2019 — «Милі ошуканки: Перфекціоністки» (Pretty Little Liars: The Perfectionists) — серіал, епізод 1.06 «Lost and Found»
- 2016—2018 — «Нереально» (UnREAL) — серіал, чотири епізоди: 2.06 (2016 рік), 3.04, 4.03, 4.08 (усі 2018 року).
- 2012 — «Скетчі» (Sketchy) — серіал, епізод 2.11 «Got the Check»
- 2012 — «Правила побачень для майбутньої мене» (Dating Rules from My Future Self) — серіал, епізод 2.06 «The Last Shrimp»

### Продюсерка
- 2012 — «Правила побачень для майбутньої мене» (Dating Rules from My Future Self) — серіал, епізоди: 2.01 «Time 2 Get ur Sh#t Together» і 2.06 «The Last Shrimp»

## Нагороди

### Номінації
- 2016 — Critics Choice Television Awards: найкраща акторка драматичного серіалу («Нереально»)
- 2016 — WIN Award (Women's Image Network Awards): найкраще шоу, зрежисоване жінкою («Нереально»)
- 2014 — OFTA Television Award (Online Film & Television Association): найкраща запрошена акторка в драматичному серіалі («Закон і порядок: Спеціальний корпус»)
- 2000 — Teen Choice Award: найкраща телевізійна акторка («Розвелл» / «Місто прибульців»)
- 1993 — Young Artist Award: найкраща молода акторка в кабельному фільмі («Ідеальна родина» / Perfect Family, 1992)